# SNX5
SNX5 (англ. Sorting nexin 5) – білок, який кодується однойменним геном, розташованим у людей на короткому плечі 20-ї хромосоми. Довжина поліпептидного ланцюга білка становить 404 амінокислот, а молекулярна маса — 46 816.
| 10         |  | 20         |  | 30         |  | 40         |  | 50         |
| ---------- |  | ---------- |  | ---------- |  | ---------- |  | ---------- |
| MAAVPELLQQ |  | QEEDRSKLRS |  | VSVDLNVDPS |  | LQIDIPDALS |  | ERDKVKFTVH |
| TKTTLPTFQS |  | PEFSVTRQHE |  | DFVWLHDTLI |  | ETTDYAGLII |  | PPAPTKPDFD |
| GPREKMQKLG |  | EGEGSMTKEE |  | FAKMKQELEA |  | EYLAVFKKTV |  | SSHEVFLQRL |
| SSHPVLSKDR |  | NFHVFLEYDQ |  | DLSVRRKNTK |  | EMFGGFFKSV |  | VKSADEVLFT |
| GVKEVDDFFE |  | QEKNFLINYY |  | NRIKDSCVKA |  | DKMTRSHKNV |  | ADDYIHTAAC |
| LHSLALEEPT |  | VIKKYLLKVA |  | ELFEKLRKVE |  | GRVSSDEDLK |  | LTELLRYYML |
| NIEAAKDLLY |  | RRTKALIDYE |  | NSNKALDKAR |  | LKSKDVKLAE |  | AHQQECCQKF |
| EQLSESAKEE |  | LINFKRKRVA |  | AFRKNLIEMS |  | ELEIKHARNN |  | VSLLQSCIDL |
| FKNN       |  |            |  |            |  |            |  |            |

A: Аланін

C: Цистеїн

D: Аспарагінова кислота

E: Глутамінова кислота

F: Фенілаланін

G: Гліцин

H: Гістидин

I: Ізолейцин

K: Лізин

L: Лейцин

M: Метіонін

N: Аспарагін

P: Пролін

Q: Глутамін

R: Аргінін

S: Серин

T: Треонін

V: Валін

W: Триптофан

Кодований геном білок за функцією належить до фосфопротеїнів. 
Задіяний у таких біологічних процесах, як транспорт, транспорт білків, ендоцитоз, ацетилювання, альтернативний сплайсинг. 
Білок має сайт для зв'язування з ліпідами. 
Локалізований у клітинній мембрані, цитоплазмі, мембрані, клітинних відростках, цитоплазматичних везикулах, ендосомах.